# Obelisk am Kasperlbach

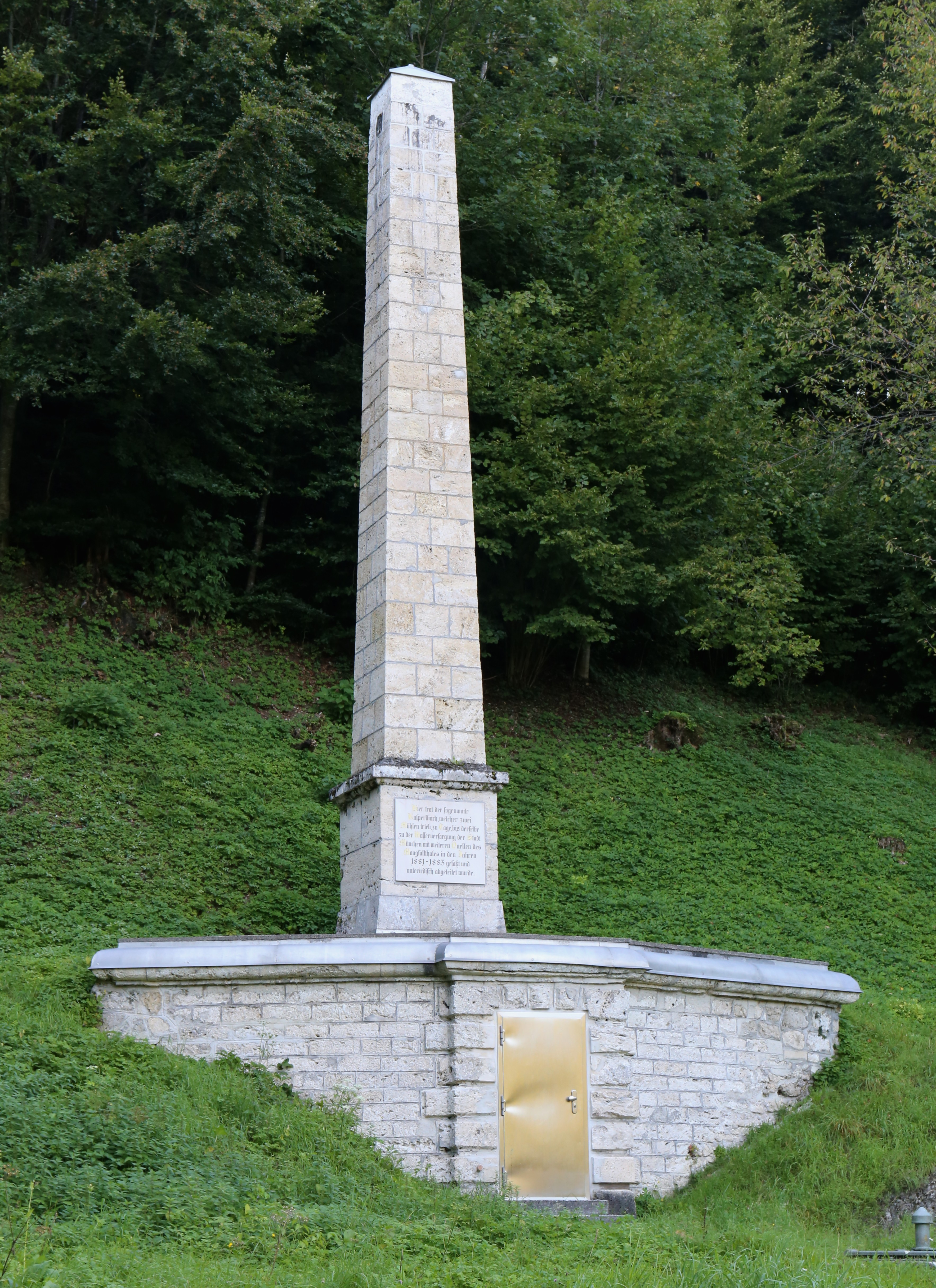
Obelisk am Kasperlbach

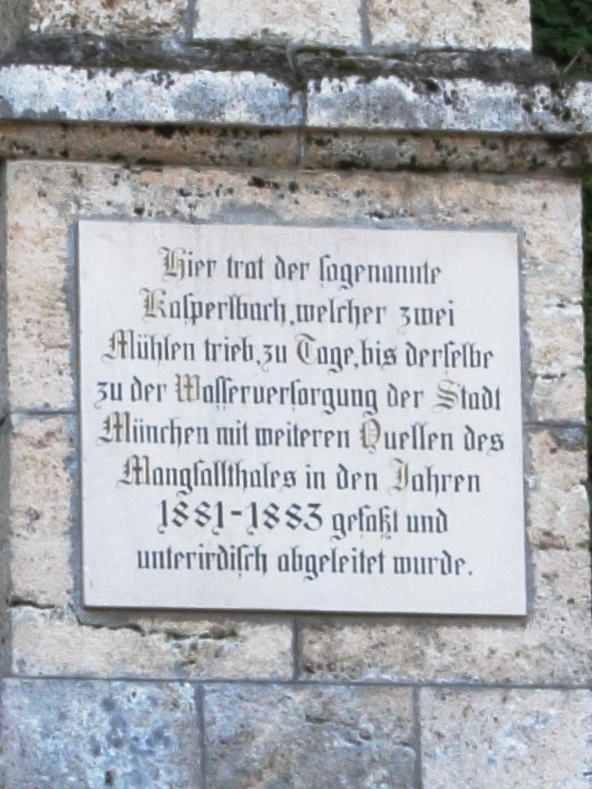
Gedenktafel

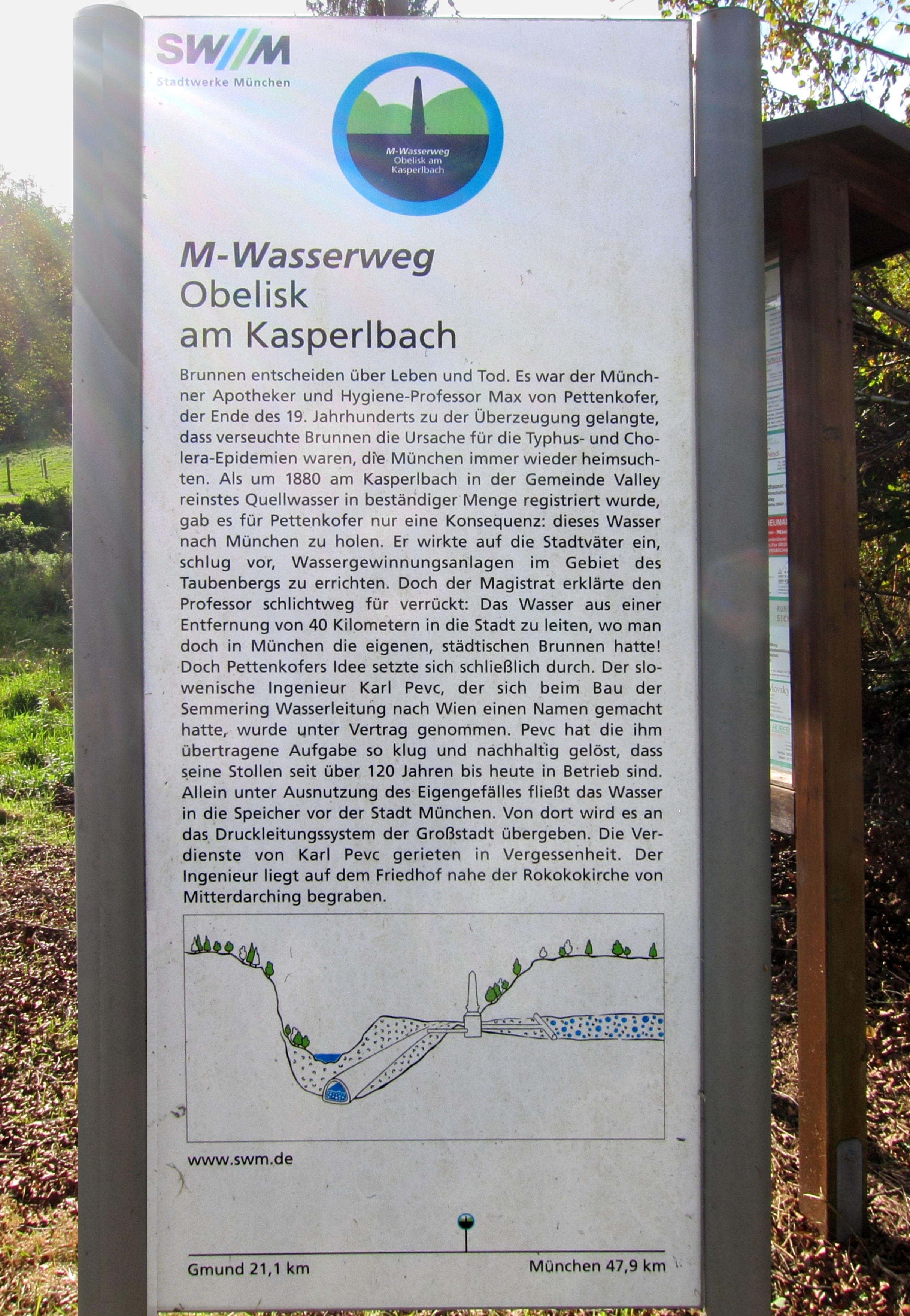
Informationstafel des M-Wasserwegs

Der Obelisk am Kasperlbach ist ein Denkmal zur Erinnerung an den Bau der Münchener Wasserversorgung. Er ist als Baudenkmal in die Bayerische Denkmalliste für die Gemeinde Valley eingetragen.

## Lage
Das Denkmal liegt im Mangfalltal am Talhang westlich des Weilers Mühlthal auf einer Höhe von 625 m ü. NHN und damit etwa 20 Meter oberhalb der Talsohle. An dieser Stelle lag ursprünglich die Quelle des Kasperlbachs, der in Mühltal zwei Mühlen antrieb und dann in die Mangfall mündete.

## Geschichte
Nach zwei Cholera-Epidemien in München 1836 und 1854 wurde Max von Pettenkofer beauftragt, die Ursachen und Ausbreitungswege der Cholera zu erforschen. Erst nach weiteren Epidemien (1872 Typhus, 1873/74 Cholera) ging der Münchner Magistrat die Sanierung der Wasserversorgung und der Abwasserentsorgung ernsthaft an. 1880 beschlossen der Magistrat und das Gemeindekollegium, Hangquellen im Mangfalltal zur Wasserversorgung zu nutzen. Von 1881 bis 1883 wurden bei Mühlthal Hangquellfassungen für die Wasserversorgung der Stadt München errichtet. Die Quelle des Kasperlbachs war die erste, die gefasst wurde. Nach Abschluss der Bauarbeiten wurde 1883 das Denkmal über der ursprünglichen Quelle errichtet. Am 1. Mai 1883 wurde die Wasserversorgung in Betrieb genommen. Die Hangquellfassung liefert immer noch Wasser nach München.

## Beschreibung
Der 10,2 m hohe Obelisk steht auf dem gemauerten Zugang zu dem Ableitstollen der Hangquellfassung. Er ist aus quaderförmigen Steinen errichtet und hat einen etwas breiteren Sockel, der durch ein Gesims optisch von dem restlichen Obelisken abgegrenzt ist. An dem Sockel ist eine Gedenktafel angebracht mit der vom Münchner Bürgermeister Alois von Erhardt verfassten Inschrift:
Hier trat der sogenannte

Kasperlbach, welcher zwei

Mühlen trieb, zu Tage, bis derselbe

zu der Wasserversorgung der Stadt

München mit weiteren Quellen des

Mangfallthales in den Jahren

1881–1883 gefaßt und

unterirdisch abgeleitet wurde.
Der Obelisk am Kasperlbach ist eine der Stationen des M-Wasserwegs. Eine Informationstafel erläutert, wie es zur Umstellung der Wasserversorgung Münchens kam, und zeigt in einem Schaubild schematisch den Aufbau einer Hangquellfassung.